# 콘테스트M4
《콘테스트M4》는 2024년에 실버아이에서 방송된 뮤지션 발굴 오디션 프로그램이다.

## 순위
- 대상: 손민채
- 금상: 이루네
- Top4: 김벼리, 조이(장희월)
- Top6: 규빈, 유소라
- Top12: 동화, 박상현, 비타(은정, 진희), 용호, 진소유, 최린(비타린)